# Torneo Tenis Playa
El Torneo Tenis Playa, cuyo nombre actual es BDO-Tenis Playa Luanco por motivos de patrocinio, es un torneo de tenis de exhibición organizado por el Club de Tenis Luanco que se disputa en España, en la playa de La Ribera de Luanco (Asturias), siendo el único en el mundo que se organiza sobre la arena de una playa durante la bajamar. 
En la playa se instalan gradas para más de 2.000 personas, que unido a las condiciones naturales del entorno permiten alcanzar un aforo próximo a los 3.000 espectadores. Se instala luz artificial para que los partidos se puedan disputar por las noches.

## Historia
La primera edición se disputó en 1971, por iniciativa de un grupo de amigos que eligieron la playa como pista de juego ante la falta de instalaciones específicas. En 1972 fundan el Club de Tenis Playa, que organiza el torneo hasta 1978, cuando el Club de Tenis Playa se fusiona con la Asociación Deportiva de Luanco y el Club Náutico de Luanco para formar la Sociedad Deportiva Gauzón, que asume la organización del torneo hasta 1985, cuando deja de celebrarse. Se recupera su celebración en 1995 y en 1996 se funda el Club de Tenis Luanco, que pasa a organizar el evento.   
La aparición en la tercera edición (1973) de un niño de Luanco llamado Juan Avendaño fue el punto de inflexión del Torneo hasta el nivel de participación y popularidad actual. Juan Avendaño, tenista profesional primero y técnico de la Real Federación Española de Tenis y capitán del equipo de Copa Davis de España posteriormente, acude al Torneo aportando su participación y la de otros compañeros. Por el Torneo han pasado grandes figuras del panorama nacional e internacional, tales como Juan Carlos Ferrero, Carlos Moyá, Cédric Pioline, Feliciano López, Gastón Gaudio, Álex Corretja, Félix Mantilla, Younes El Aynaoui, Sergi Bruguera, Tommy Robredo, Albert Costa, Nicolás Almagro, David Ferrer, Guillermo Cañas, Juan Ignacio Chela, Juan Mónaco, Albert Montañés o Pablo Carreño. Se disputa entre los meses de julio y agosto, coincidiendo con una semana de mareas en bajamar de tarde-noche. En 2006 fue declarado como fiesta de interés turístico regional y es emitido por la televisión regional RTPA.
En 2022, tras 8 años sin disputarse, el torneo vuelve y lo vence el asturiano Pablo Carreño, ganando a Feliciano López en 2 sets (6-4,6-2).
La edición de 2025, ganada por Richard Gasquet se disputa entre los días 4 y 7 de agosto, con 8 jugadores buscando la victoria: Dominic Thiem, Richard Gasquet, Edas Butvilas, Bernabé Zapata Miralles, Federico Coria, Pedro Cachín, Miguel Avendaño y Benoît Paire.

## Horarios y partidos: Edición 2025
- Lunes, 4 de agosto, 18:45 (fase previa): Pedro Cachín vs Bernardo Munk (6-3,6-3) y Benoît Paire vs Miguel Avendaño (5-7,4-6)
- Martes, 5 de agosto, 19:45 (cuartos de final): Edas Butvilas vs Miguel Avendaño (3-6,6-2,11-9) y Bernabé Zapata Miralles vs Pedro Cachín (6-4,7-6)
- Miércoles, 6 de agosto, 20:30 (semifinales): Richard Gasquet vs Edas Butvilas (6-4,7-6) y Dominic Thiem vs Bernabé Zapata Miralles (6-4,7-5)
- Jueves, 7 de agosto, 21:15 (final): Richard Gasquet vs Dominic Thiem (6-4,6-4)[3]

## Palmarés
| Año  | Campeón                   | Finalista           |
| 1971 | José A. Fernández Badalla | Francisco Artime    |
| 1972 | Francisco Artime          | Chema Ayala         |
| 1973 | Jacinto Aramendi          | Luis García Sanz    |
| 1974 | Juan Avendaño             | Guillermo Ocio      |
| 1975 | Juan Avendaño             | Horacio Arias       |
| 1976 | Juan Avendaño             | Rufino Orejas       |
| 1977 | Juan Avendaño             | Luis Orejas         |
| 1978 | Juan Manuel Hidalgo       | Juan Avendaño       |
| 1979 | Juan Avendaño             | Carlos Landó        |
| 1980 | Juan Avendaño             | Juan Manuel Hidalgo |
| 1981 | Juan Avendaño             | Miguel Mir          |
| 1982 | Jaime Fillol              | Miguel Mir          |
| 1983 | Juan Avendaño             | Eduardo Bengoechea  |
| 1984 | Juan Avendaño             | Javier Soler        |
| 1985 | Sergio Casal              | Juan Avendaño       |
| 1995 | Francisco Clavet          | Carlos Moyá         |
| 1996 | Francisco Clavet          | Carlos Moyá         |
| 1997 | Félix Mantilla            | Albert Portas       |
| 1998 | Àlex Corretja             | Alberto Martín      |
| 1999 | Carlos Moyá               | Fernando Vicente    |
| 2000 | Félix Mantilla            | Alberto Berasategui |
| 2001 | Albert Portas             | Francisco Clavet    |
| 2002 | Francisco Clavet          | Cédric Pioline      |
| 2003 | Younes El Aynaoui         | Alberto Martín      |
| 2004 | Alberto Martín            | Àlex Corretja       |
| 2005 | Fernando Verdasco         | Feliciano López     |
| 2006 | Guillermo Cañas           | Nicolás Almagro     |
| 2007 | Feliciano López           | Félix Mantilla      |
| 2008 | Juan Carlos Ferrero       | Carlos Moyá         |
| 2009 | David Ferrer              | Guillermo Cañas     |
| 2010 | Nicolás Almagro           | David Ferrer        |
| 2011 | Albert Montañés           | Carlos Moyá         |
| 2012 | Albert Ramos              | Daniel Muñoz        |
| 2013 | Tommy Robredo             | Nicolás Almagro     |
| 2022 | Pablo Carreño             | Feliciano López     |
| 2023 | Edas Butvilas             | Miguel Avendaño     |
| 2024 | Diego Schwartzman         | Pedro Cachín        |
| 2025 | Richard Gasquet           | Dominic Thiem       |